# Ncamagoro

Wahlkreiskarte von Ncamagoro

Ncamagoro ist eine Ansiedlung und Verwaltungssitz des gleichnamigen Wahlkreises in der Region Kavango-West im Norden Namibias. Sie liegt knapp 175 Kilometer südöstlich der Regionalhauptstadt Nkurenkuru an der Nationalstraße B8. Bis nach Rundu sind es etwa 43 Kilometer.
Ncamagoro verfügt über eine Schule sowie seit 2006 über einen Kommunalwald.
Die Ansiedlung soll, so sieht es der Regionalrat im Jahr 2022 vor, bis 2022 den Status einer Siedlung erhalten. Im Juli 2023 wurde das Jahresende für die Proklamation ausgegeben.[veraltet]